# 하트코박쥐
하트코박쥐(Cardioderma cor)는 위흡혈박쥐과에 속하는 박쥐의 일종이다. 하트코박쥐속(Cardioderma)의 유일종이다. 지부티와 에리트레아, 케냐, 소말리아, 수단, 탄자니아, 우간다에서 발견된다. 자연 서식지는 아열대 또는 열대 건조림과 아열대 또는 열대 건조 관목 지대 동굴과 뜨거운 사막 지역이다.

## 참고 자료
- Mickleburgh, S., Hutson, A. & Bergmans, W. 2004. Cardioderma cor. 2006 IUCN Red List of Threatened Species. Downloaded on 30 July 2007.